# کاروانسرای سرایان
کاروانسرای سرایان مربوط به دوره صفوی است و درمیدان کوثر شهرستان سرایان،  در استان خراسان جنوبی در شرق ایران واقع شده است. این کاروانسرا که متعلق به دوره صفویه می‌باشد و به رباط شاه عباسی نیز مشهور است می‌باشد، به روش دو ایوانی ایجاد گشته است و شامل محوطه‌های معماری مختلفی از جمله سردر ورودی، صحن، حجره‌های متعدد، ایوان، انبار، فضای خدمات و اصطبل شتران می‌باشد که امروزه به موزه مبدل گشته است.
کاروانسرای سرایان در سال ۱۳۸۴ مرمتش آغاز گردید و در سال ۱۳۸۸ نیز پایان یافت و فاز اول موزه مردم‌شناسی شهرستان نیز در محل شترخانه این بنای تاریخی در سال ۸۸ افتتاح گردید.
این اثر در تاریخ ۱۰ خرداد ۱۳۸۲ با شمارهٔ ثبت ۸۷۳۳ به‌عنوان یکی از آثار ملی ایران به ثبت رسیده است.

## ثبت در فهرست میراث جهانی
در ۲۶ شهریور ۱۴۰۲ در جریان چهل و پنجمین اجلاس کمیته میراث جهانی یونسکو در ریاض، کاروانسرای سرایان به‌همراه ۵۳ کاروانسرای تاریخی دیگر (جمعاً ۵۴ کاروانسرا در ۲۴ استان ایران) تحت عنوان کاروانسراهای ایرانی در فهرست میراث جهانی قرار گرفتند. این مجموعه جهانی به عنوان بیستمین و هفتمین اثر جهانی کشور ایران شناخته می‌شود.